# ليلى شويكاني
ليلى شويكاني وُلدت عام 1990 في مدينة شيكاغو وقُتلت في الثامن والعشرين من كانون الأول/ديسمبر 2016 في العاصمة السورية دمشق، هي مهندسة معلوميات وناشطة حقوقيّة سوريّة تحملُ الجنسية الأمريكيّة. بزغَ نجمُ ليلى ما بعد الثورة السوريّة في عام 2011 حيثُ تطوّعت لمساعدة الثوار والمدنيين في مجموعة من المُدن السورية كمَا بدأت العمل مع مجموعةٍ من الأصدقاء لتنظيم جهود إغاثة الأشخاص في ضاحية الغوطة الشرقية في دمشق، والتي كانت تحاصرها قوات النظام آنذاك. تُعد شويكاني من بينِ أوائل الثوار ضدَ النظام الأسدي الذي يحكمُ سوريا منذ عقود.

## النشاط الحقوقي
تحملُ ليلى الجنسيّة الأمريكيّة وقد ذهبت إلى بلاد العم سام بعد تدهور الأوضاع في بلدها الأمّ سوريا جرّاء اشتدادِ القتال بين مُختلف المجموعات والفصائل ناهيك عن ظهور بعض الجماعات الإرهابية وتدخل دول إقليميّة في النزاع لكنّها عادت في عام 2015 لدعمِ الثوار والثورة ليتم اعتقالها من قبل قوات الأسد في شباط/فبراير 2016. حسبَ ما نقلتهُ جريدة الغارديان فإنّ ليلى قد عادت إلى سوريا في سبتمبر/أيلول 2015 لمساعدة المُتضرِّرين من الحرب هناك بيدَ أن السلطات السورية اعتقلتها بعد وصولها بـ 6 أشهر فقط، بتهمة ارتكاب جرائم إرهابية.

## مقتلها
تداولت وسائل إعلام محليّة ودوليّة في الثامن والعشرين من نوفمبر/تشرين الثاني 2018 خبر مقتل الناشطة ليلى وقد نقلت المصادر عن اللجنة السورية لحقوق الإنسان قولها إنّ شويكاني قد قُتلت تعذيباً في سجن صيدنايا السيء السُمعة والذي وصفته منظمة العفو الدولية بأنه مسلخ بشري في تقرير لها عام 2017، بسبب عمليات الإعدام الجماعي في حقّ النشطاء والمعارضين للنظام السوري. حسب ذات المصادر؛ فقد أجبر النظام السوري شويكاني على الانتقال من سجن عدرا في ريف دمشق إلى سجن صيدنايا في العام 2016 ثم أعدمها هناك.

## ردود الفعل
على الرغمِ من أنّ ليلى تحملُ الجنسية الأمريكية إلّا أن الأمريكان يقوموا بأيّ ردة فعلٍ تُجاه ما حصل للناشطة الحقوقيّة على يدِ السلطات السورية. في السياق ذاته؛ صرّح قتيبة إدلبي وهو باحثٌ يعمل مع أقارب المعتقلين السوريين: «لو كانت وزارة الخارجية الأميركية قد بذلت المزيد من الجهود بممارسة ضغطٍ أكبر أو التلويح بأنه سيكون لذلك الأمر عواقب، أظن أن ليلى كانت ستظل على قيد الحياة إلى اليوم.» ثمّ أضاف: «من الناحية السياسية، لم يهتموا باتخاذ أي خطوة، وجاء ردُّهم برمته مثيراً للاشمئزاز».
من ناحية أخرى؛ تابعت السفيرة التشيكية في دمشق إيفا فيليبي قضيّة ليلى حيث زارتها في سجن عدرا نيابةً عن الحكومة الأميركية. بعد 8 أيام فقط من تاريخِ الزيارة، نُقِلَت شويكاني من سجن عدرا إلى المحكمة العسكرية، حيث طُلِبَ منها الرد على الاتهامات المُوجَّهة إليها بعدما كانت قد اعترفت بِها تحت الإكراه والتهديد. تولى القضيّة عضو الكونغرس الجمهوري آدم كينزينجر الممثل لمقاطعة إلينوي حيث عاشت ليلى وقد أجرت لجنة الشؤون الخارجية بمجلس النواب جلسة استماع في أواخر شهر نوفمبر/تشرين الثاني، سَأل فيها كينزينجر الممثل الخاص الأميركي إلى سوريا جيمس جيفري عن رد إدارة ترامب على مقتلها كما أضاف في تصريحات له: «أشعر بالإحباط والصدمة بسبب غياب الغضب على مقتل ليلى على يد نظام الأسد، حتى إنه لا توجد سوى تغطية إعلامية قليلة وتكاد تكون منعدمة. أفهم أن هناك بعض التفاصيل السرية، لكنني مُحبَطٌ من أن السفير جيفري لم يسعه قول المزيد نيابة عن الإدارة حول ما حدث لليلى وما ستكون عليه التداعيات.»